# Senegalsporrgök
Senegalsporrgök (Centropus senegalensis) är en afrikansk fågel i familjen gökar inom ordningen gökfåglar.

## Kännetecken

### Utseende
Senegalsporrgöken är en stor och långstjärtad fågel med en kroppslängd på 35-41 centimeter. Vingarna är rostbruna, huvud och stjärt svarta, ryggen mörkbrun. Undertill är den beigevit. Den kraftiga näbben är svart.
Fågeln är rätt skygg och rör sig dold i vegetationen eller löper på marken. Flykten är rätt flaxig med korta glid.

### Läte
Senegalsporrgöken yttrar en serie bubbliga toner som kan beskrivas som ljudet när man tömmer en flaska på vatten.

## Utbredning och systematik
Senegalsporrgök delas in i tre underarter:
- Centropus senegalensis aegyptius – förekommer i nedre Egypten (Nilen till El Minya)
- Centropus senegalensis senegalensis – förekommer från Senegal och Gambia till Somalia och i söder till Kongo-Kinshasa
- Centropus senegalensis flecki – förekommer från östra Angola till norra Botswana, Zambia, Malawi och sydvästra Tanzania

I kustnära Nigeria och Ghana finns en mörkare och rostbukig variant som tidigare ibland urskilts som underarten epomidis eller till och med som egen art. Den hybridiserar fritt med nominatformen och behandlas numera som en färgmorf.

## Ekologi

### Levnadsmiljö
Senegalsporrgöken häckar i öppen miljö med buskar och högt gräs, ibland i trädgårdar. Jämfört med andra afrikanska sporrgökar ses den i torrare miljöer.

### Föda
Arten lever av insekter, grodor, smågnagare, reptiler, fåglar, ägg, fågelungar och sniglar. Den födosöker huvudsakligen på marken.

### Häckning
Fågeln häckar under regnperioden när gräset är färskt nog för att utgöra både bomaterial och skydd. Den bygger ett bollformat bo av gräs som fodras med gröna löv och som placeras upp till fyra meter över marken i en buske. De två till fem äggen är vita och ruvas i 18-19 dagar.

## Status och hot
Arten har ett stort utbredningsområde, men tros minska i antal, dock inte tillräckligt kraftigt för att den ska betraktas som hotad. Internationella naturvårdsunionen IUCN listar arten som livskraftig (LC).